# Miguel Müllenbach
Miguel Müllenbach (* 16. Dezember 1975) ist ein deutscher Wirtschaftsmanager. Von Juni 2020 bis Mai 2023 war er Vorsitzender der Geschäftsführung der Warenhauskette Galeria Karstadt Kaufhof. Er ist auch Mitglied des Managements der Signa Retail GmbH, der Einzelhandelssparte des Galeria-Eigentümers Signa Holding. Außerdem ist er einer der kooptierten Vizepräsidenten des Handelsverbands Deutschland (HDE).

## Karriere
Nach einer Banklehre und dem Studium der Wirtschaftswissenschaften an der Universität zu Köln, während dem er für eine Unternehmensberatung arbeitete, war Müllenbach unter anderem ab Oktober 2001 acht Monate beratend für den Otto Versand tätig. 2002 wechselte er als Senior Berater zur Augenoptikkette Fielmann AG, leitete später deren Organisation und verantwortete ab 2004 die Abteilung Systeme, Projekte und Finanzen.
Im April 2005 wechselte er zur Karstadt Warenhaus GmbH, bei der er zunächst das Restrukturierungsprogramm Office leitete und von 2007 bis 2009 die Finanzdienstleistungen verantwortete. Mit dem damaligen Mutterkonzern Arcandor musste Karstadt 2009 Insolvenz anmelden, im Juni 2010 übernahm der amerikanische Investor Nicolas Berggruen. Von 2009 bis November 2012 verantwortete Müllenbach die Bereiche Unternehmensplanung, Finanzen & Bilanzen und Steuern, war somit in die Sanierungsvorgänge maßgeblich involviert. Nach seiner Berufung in den Karstadt-Vorstand als Geschäftsführer Finanzen und Operations war Müllenbach verantwortlich für die Bereiche Controlling, Finanz‐ und Rechnungswesen, Steuern und Recht und betreute auch die Bereiche Facility Management, Real Estate, Supply Chain und IT. In diese Zeit fiel im Herbst 2013 der Verkauf der Premium-Warenhäuser und von „Karstadt Sport“ an die Signa Holding des österreichischen Investors Benko.
Nach dem Weggang der kurzzeitigen Karstadt-Chefin Eva-Lotta Sjöstedt leitete Müllenbach zusammen mit dem langjährigen Arbeitsdirektor und Personalchef Kai-Uwe Weitz ab Juli 2014 interimistisch das Unternehmen. Müllenbach kündigte umgehend einen harten Sanierungskurs an. Nachdem auch Co-Chef Weitz im Sommer 2014 kurz nach Bekanntgabe des Verkaufs von Karstadt durch den bisherigen Eigentümer Nicolas Berggruen an den österreichischen Immobilieninvestor René Benko gegangen war, war Müllenbach zusätzlich Arbeitsdirektor von Karstadt, also in der Geschäftsführung auch für den Bereich Personal verantwortlich und leitete Karstadt übergangsweise allein bis Stephan Fanderl im Oktober des Jahres die Leitung des Unternehmens übernahm.
Nach dem Zusammenschluss von Karstadt mit dem bisherigen Konkurrenten Galeria Kaufhof im Jahr 2018 wurde Müllenbach Finanzvorstand der gesamten Warenhaus-Gruppe. Nachdem der Vorstandsvorsitzende Stephan Fanderl sein Amt aus gesundheitlichen Gründen monatelang nicht mehr ausgeübt hatte, gab das Unternehmen am 10. Juni 2020 die einvernehmliche Trennung von Fanderl bekannt. Seither war Müllenbach Vorsitzender der Geschäftsführung von Galeria Karstadt Kaufhof, verantwortlich für die Bereiche Digitalisierung, E‐Commerce & Cross‐Channel, Unternehmensentwicklung, Unternehmenskommunikation, General Counsel, Recht, Compliance und das strategische Lieferantenmanagement. Mit Aufhebung des Galeria-Insolvenzverfahrens zum 1. Juni 2023 übernahm Olivier Van den Bossche den Vorsitz. Müllenbach wechselte in die Geschäftsführung von Signa Retail und erhielt einen Sitz im Aufsichtsrat von Galeria.
Mit Wirkung zum 1. Dezember 2023 berief der Aufsichtsrat der OBI Group Holding Management SE Müllenbach als Chief Financial Officer der Baumarktkette.